# 캔터베리 대주교 매슈 허턴
매슈 허턴(Matthew Hutton, 1693년-1758년 3월 18일)은 캔터베리 대주교이다.
요크셔 출신으로 1747년 요크 대주교가 되었고, 1757년 캔터베리 대주교가 되었다.